# Christopher Mintz-Plasse
Christopher Charles Mintz-Plasse (Los Angeles, Califórnia, 20 de junho de 1989) é um ator norte-americano mais conhecido por estrelar filmes como Superbad - É Hoje, Role Models, Ano Um e Fright Night.

## Biografia
Nascido em Los Angeles, Califórnia, Mintz-Plasse é filho de Ellen Mintz, uma conselheira escolar e Ray Plasse, um carteiro. Christopher é judeu e foi criado em West Hills, Califórnia. Frequentou a El Camino Real High School entre 2003 e 2007, e recebeu aulas particulares no set de Superbad - É Hoje, antes de voltar a escola para concluir os dois meses restantes. Ele é fã do Boston Celtics. 2015, participou no Video "Ready" da banda Kodaline. Mintz-Plasse não possuía  nenhuma experiência atuando, exceto em montagens escolares, antes de aparecer em Superbad - É Hoje. Ele foi escolhido para o papel de "Fogell" (ou "McLovin") depois de uma audição entre colegas de escola. A lei obrigou sua mãe a estar presente no set de filmagens durante a sequência em que o personagem de Mintz-Plasse faz sexo com uma garota. O ator, à época, tinha apenas 17 anos. Em 2008, ele apareceu no talk show, Jimmy Kimmel Live, cantando no coro durante o segmento "I'm Fucking Ben Affleck". Participou da série "Show do Vaas", feita pela Ubisoft antes do lançamento do jogo "Far Cry 3". A história é contada semanas antes da chegada dos protagonistas do jogo, sendo possível encontrar o corpo de Chris em uma praia da ilha, fazendo o jogador ganhar um troféu.

## Filmografia
| Cinema | Cinema                       | Cinema                           | Cinema       |
| Ano    | Título                       | Papel                            | Notas        |
| ------ | ---------------------------- | -------------------------------- | ------------ |
| 2007   | Superbad - É Hoje            | Fogell (McLovin)                 |              |
| 2008   | Role Models                  | Augie Farks                      |              |
| 2009   | Ano Um                       | Isaac                            |              |
| 2010   | Kick-Ass                     | Chris D'Amico / Red Mist         |              |
| 2010   | Como Treinar o Seu Dragão    | Fishlegs                         | Voz          |
| 2010   | Marmaduke                    | Giuseppe                         | Voz          |
| 2011   | Fright Night                 | "Evil" Ed Thompson               |              |
| 2012   | ParaNorman                   | Alvin                            | Voz          |
| 2012   | Pitch Perfect                | Tommy                            | Participação |
| 2013   | Kick-Ass 2                   | Chris D'Amico / The Motherfucker |              |
| 2013   | Para Maiores                 | Mike                             |              |
| 2013   | This is the End              | Ele mesmo                        |              |
| 2013   | The To Do List               | Duffy                            |              |
| 2013   | Get a Job                    | Ethan                            |              |
| 2014   | Neighbors (2014)             | Scoonie                          |              |
| 2014   | Como Treinar o Seu Dragão 2  | Fishlegs Ingerman                | voz          |
| 2016   | Neighbors 2: Sorority Rising | Scoonie                          |              |
| 2016   | Trolls (filme)               | King Gristle                     | voz          |
| 2019   | Como Treinar o Seu Dragão 3  | Fishlegs Ingerman                | voz          |
| 2020   | Promising Young Woman        | Neil                             |              |

## Séries
| Séries | Séries                  | Séries   | Séries |
| Ano    | Título                  | Papel    | Notas  |
| ------ | ----------------------- | -------- | ------ |
| 2012   | Friend Me - Temporada 1 | Evan     |        |
| 2012   | DreamWorks Dragons      | Fishlegs | Voz    |

## Prêmios e Indicações
| Prêmios | Prêmios   | Prêmios          | Prêmios               | Prêmios           |
| Ano     | Resultado | Premiação        | Categoria             | Título            |
| ------- | --------- | ---------------- | --------------------- | ----------------- |
| 2008    | Indicado  | MTV Movie Awards | Performance Estreante | Superbad - É Hoje |